# 조동현 (야구 선수)
조동현(曺東鉉, 1984년 4월 16일 ~ )은 전 KBO 리그 KIA 타이거즈의 투수이다.

## 출신학교
- 영도초등학교
- 경남중학교
- 경남고등학교
- 한양대학교